# Багно (заповідне урочище)
Багно́ — заповідне урочище в Україні. Розташоване на території Болехівської міської громади Калуського району Івано-Франківської області, на схід від міста Болехів.
Площа — 15 га, статус отриманий у 1983 році.